# Heisler András
Heisler András (Budapest, 1955. január 7. – ) mérnök-közgazdász, a Mazsihisz elnöke a Zsidó Világkongresszus alelnöke 2013–2023 között.
2023. szeptemberétől az Erzsébetvárosi Zsidó Örökségért Alapítvány elnöke.

## Életpályája
Budapesten született és tanulmányait is ott végezte, diplomáit a Budapesti Műszaki Egyetemen, majd a Közgazdaságtudományi Egyetemen szerezte.
1985 óta aktív a budapesti zsidó közéletben. 1990-ben választották be a Dohány utcai zsinagóga tanácsába, aminek 2011-ig volt tagja. 1993-ban a Mazsihisz, 1995-ben pedig a Budapesti Zsidó Hitközség vezetőségébe is bekerült. 1999-ben választották meg a Mazsihisz alelnökévé, majd 2003-ban az elnökévé. Pozíciójából és egyúttal a Mazsihisz és a BZSH vezetőségből is 2005-ben távozott.
A MAZSIHISZ vezetőségébe 2011-ben tért vissza, aminek 2013. június 27-én lett másodjára is az elnöke.
2011-ben megkapta a A Magyar Érdemrend lovagkeresztje kitüntetést, amit 2016 augusztusában Bayer Zsolt kitüntetése miatt visszaadott.
A Tett és Védelem Alapítvány korábbi társelnöke.